# Schneider SG-38

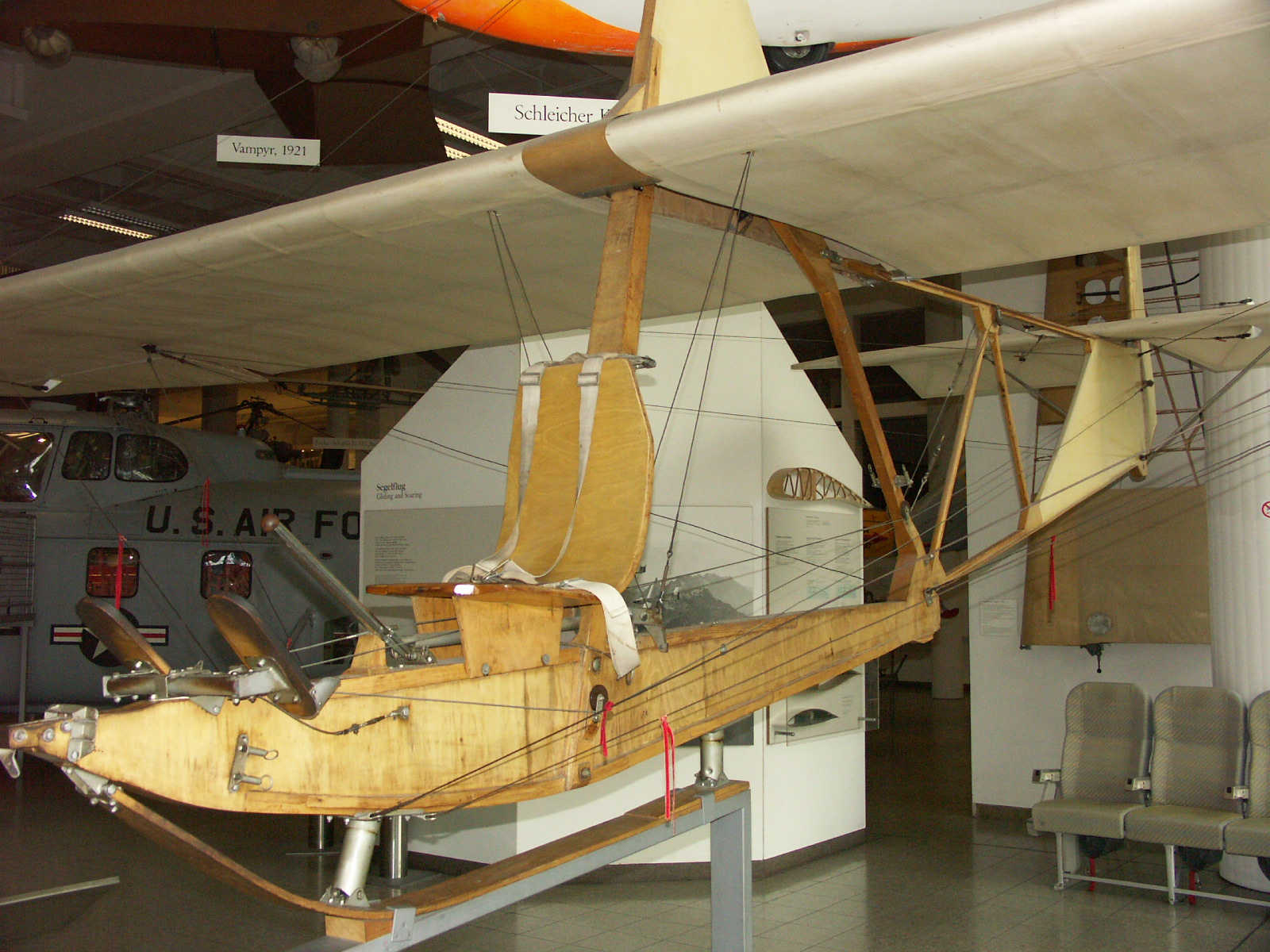
SG 38, Deutsches Museum München

Schneider SG-38 är ett glidflygplan.
Glidflygplanet SG-38 utvecklades i mitten på 1930-talet av Flugzeugbau Schneider i Grünau i Tyskland som en utbildningsglidare. SG betyder inte Schulgleiter utan står för Schneider Grünau. Det blev fort ett populärt glidflygplan eftersom det var av en enkel konstruktion och som lämpade sig för hemmabygge. Föraren sitter helt öppet på ett säte som är monterat på kroppsbalken i höjd med vingframkanten. Bästa glidtal är 1:10.

## Svensk licenstillverkning
I Sverige licenstillverkades planet av Kockums Flygindustri i Malmö, som även sålde byggsatser till flygklubbar. Flygvapnet beställde sina byggsatser från AB Flygindustri (AFI) i Halmstad. I Flygvapnet benämndes planen G 101 och användes som utbildningsflygplan 1942–1953.
Glidflygplanen kom till klubbarna och flottiljerna i form av byggsatser, som sattes ihop under vinterhalvåret. Byggandet leddes av särskilt utbildade byggledare, och planen slutbesiktigades av en kontrollant, innan luftvärdighetsbevis utfärdades. Flygutbildningen leddes i klubbarna av segelflyglärare, medan Flygvapnet nyttjade specialutbildade förare.
Första övningen för eleven var att lära sig hålla glidaren. Man ställde upp glidaren mot vinden och elevens uppgift var att med rodrens verkan hålla flygplanet balanserat. Därefter vidtog flygningen med låga och korta skutt då glidaren bogserades med en kort lina efter en bil. Linlängden ökades och höjden blev högre och skutten längre. Bilstarterna krävde ett plant fält på minst 400–500 meter, eftersom bilens fart var runt 70 km/h och man bara kunde få ut ca 75 procent av linans längd i höjd. På många platser var vinschen ett bättre alternativ, då man kunde öka linlängden till flera hundra meter. Hela utbildningen bedrevs i enkelkommando (man var ensam i glidaren) så stöd eller instruktioner från medföljande lärare förekom inte.
Glidflygplanen var jämnt fördelade på de olika flygflottiljerna. Endast ett flygplan kasserades efter ett haveri. De övriga fördelades på olika flygklubbar när de avfördes 1953. En G 101 finns bevarad på Flygvapenmuseum.

## Övrigt
Vid inspelningen av filmen Örnungar 1944 användes en Schneider SG-38. Som pilot ses Alice Babs, som året innan lärde sig flyga i en SG-38 på Rommehed.